# تئاتر برودهرست
تئاتر برودهِرست (انگلیسی: Broadhurst Theatre) یک سالن تئاتر متعلق به سازمان شوبرت در شهر نیویورک، آمریکا است.
این تئاتر که در سال ۱۹۱۷ تأسیس شده در منطقه تئاتر برادوی قرار دارد و دارای ۱٬۱۵۶ نفر ظرفیت است.

## نگارخانه

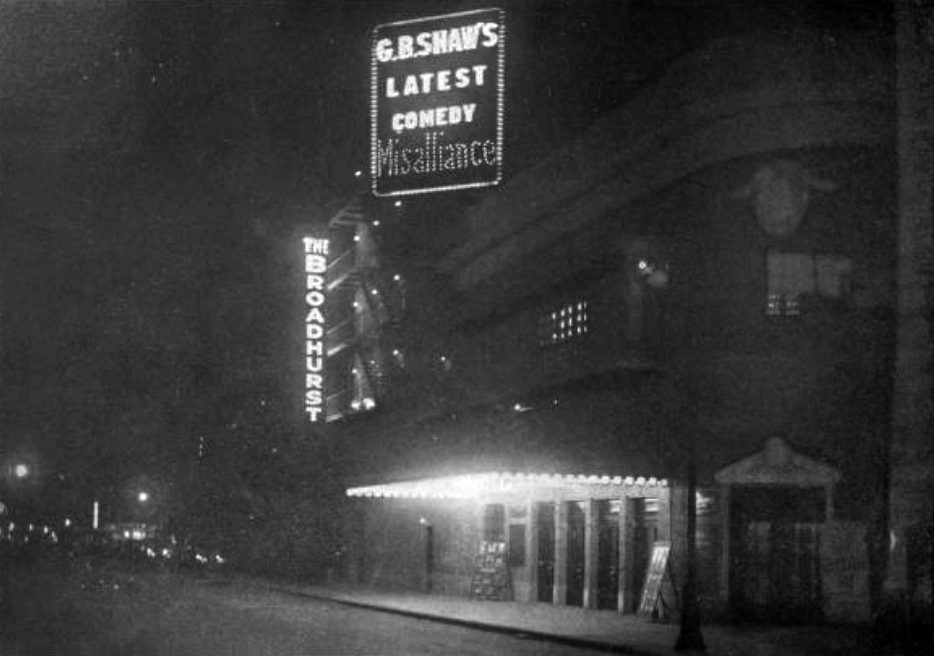
۱۹۱۷
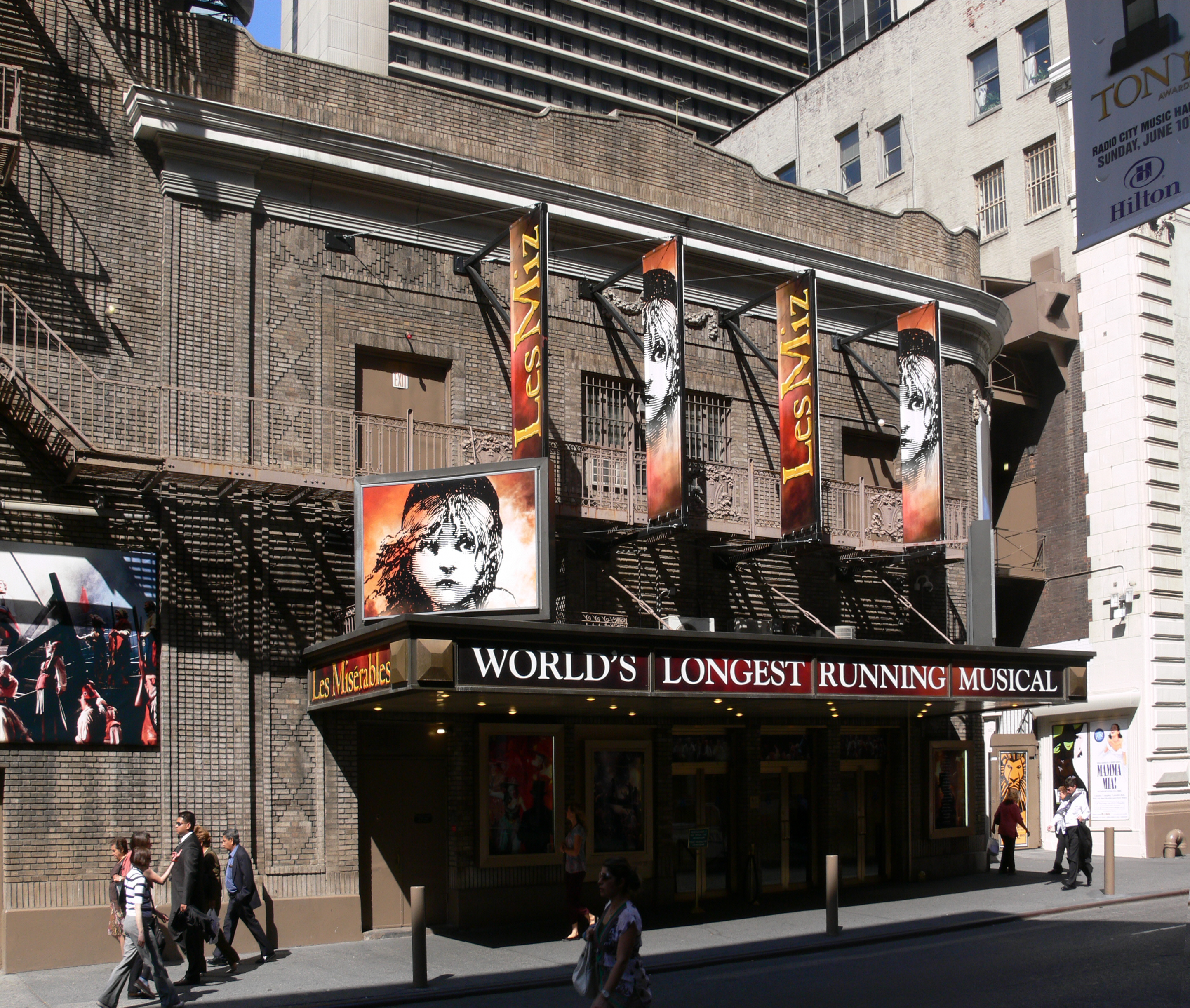
۲۰۰۷
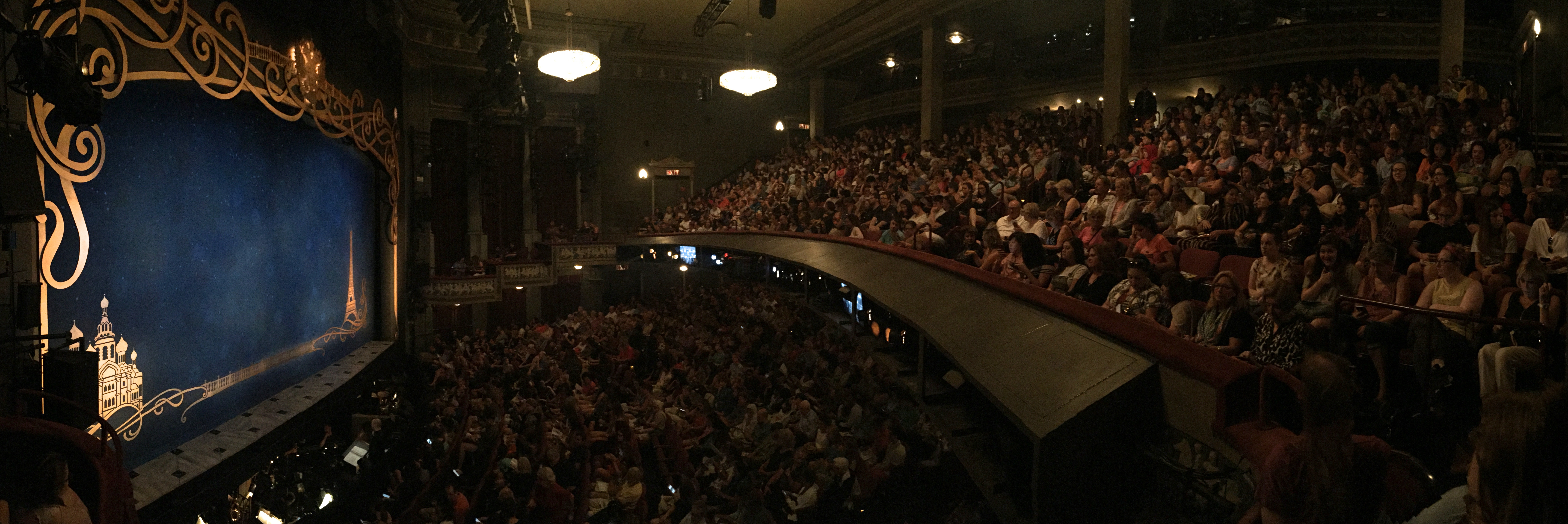
نمای داخلی